# Pamban
Pamban (Tamil: பாம்பன் Pāmpaṉ [ˈpɑːmbən]; engl. Pamban Island, auch Rameswaram Island) ist eine zwischen dem indischen Festland und Sri Lanka gelegene Insel. Sie gehört zum Distrikt Ramanathapuram des indischen Bundesstaates Tamil Nadu. Ihr größter Ort ist die Pilgerstadt Rameswaram.

## Geografie
Die Insel Pamban ist zwei Kilometer von einer schmalen Halbinsel des indischen Festlandes entfernt und erstreckt sich in südöstlicher Richtung in einem langen, schmalen Dünen- und Lagunensporn zu der als Adamsbrücke bekannten Kette aus Korallenriffen, die über 30 km zu der zu Sri Lanka gehörenden Insel Mannar führt. Die Pamban-Insel und die Adamsbrücke trennen die Palkstraße bzw. Palkbucht genannte Meeresenge im Norden vom Golf von Mannar im Süden. Die Insel ist insgesamt etwa 30 Kilometer lang, einschließlich des 15 km langen Dünensporns. Sie hat ihre größte Breite von neun Kilometern im Bereich von Rameswaram. Die Insel ist mit einer höchsten Erhebung von neun Metern gänzlich flach. Der am Beginn noch zwei Kilometer breite Dünen- und Lagunensporn verengt sich an seinem östlichen Ende auf kaum noch 200 Meter.
Auf dem weite Teile der Insel bedeckenden Sandboden kann kaum Ackerbau betrieben werden. Kokospalmen, Feigen und Eukalyptusbäume kommen häufig vor. Fischfang ist ein wichtiger Erwerbszweig.
Das Klima ist der Lage entsprechend tropisch mit Temperaturen um die 30 °C schwankend (zwischen 20° und  33 °C) und 940 mm jährlichen Niederschlägen.
|                       | Jan  | Feb  | Mär  | Apr  | Mai  | Jun  | Jul  | Aug  | Sep  | Okt  | Nov  | Dez  |   |      |
| Mittl. Tagesmax. (°C) | 28,6 | 30,3 | 32,1 | 33,8 | 34,0 | 33,0 | 33,0 | 32,6 | 32,5 | 31,7 | 30,0 | 28,5 | ⌀ | 31,7 |
| Mittl. Tagesmin. (°C) | 23,9 | 23,8 | 24,8 | 27,1 | 27,8 | 27,3 | 26,7 | 26,3 | 26,0 | 25,5 | 24,7 | 24,1 | ⌀ | 25,7 |
|                       |      |      |      |      |      |      |      |      |      |      |      |      |   |      |
| Niederschlag (mm)     | 60   | 23   | 18   | 45   | 32   | 3    | 14   | 13   | 29   | 219  | 281  | 198  | Σ | 935  |
|                       |      |      |      |      |      |      |      |      |      |      |      |      |   |      |
| Luftfeuchtigkeit (%)  | 79   | 76   | 74   | 75   | 76   | 76   | 75   | 77   | 78   | 80   | 81   | 82   | ⌀ | 77,4 |

| 23,9 |

| 23,8 |

| 24,8 |

| 27,1 |

| 27,8 |

| 27,3 |

| 26,7 |

| 26,3 |

| 26,0 |

| 25,5 |

| 24,7 |

| 24,1 |

| 23,9 |

| 23,8 |

| 24,8 |

| 27,1 |

| 27,8 |

| 27,3 |

| 26,7 |

| 26,3 |

| 26,0 |

| 25,5 |

| 24,7 |

| 24,1 |

## Bevölkerung
Die Insel Pamban ist deckungsgleich mit dem Taluk (Subdistrikt) Rameswaram des Distrikts Ramanathapuram. Nach der indischen Volkszählung 2011 beträgt die Einwohnerzahl 82.675. Etwas mehr als die Hälfte der Bevölkerung lebt in der Stadt Rameswaram. 64 Prozent der Einwohner Pambans sind Hindus, daneben gibt es einen großen christlichen Bevölkerungsanteil (28 Prozent) sowie eine kleinere Minderheit von Muslimen (8 Prozent). Die Hauptsprache ist, wie in ganz Tamil Nadu, das Tamil, das nach der Volkszählung 2011 von 99 Prozent der Einwohner als Muttersprache gesprochen wird.

## Verkehr
Die Insel Pamban ist mit dem Festland durch eine Eisenbahnbrücke und eine Straßenbrücke verbunden, die beide üblicherweise Pamban-Brücke (Pamban Bridge) genannt werden und über 2 Kilometer lang sind. Eine neugebaute Brücke ging im Jahr 2024 in Betrieb.
Der Kopfbahnhof in Rameswaram bietet zahlreiche Zugverbindungen wie zum Beispiel nach Madurai und Chennai.

## Zyklon 1964
Ein verheerender Zyklon im Jahr 1964, der als Rameshwaram- bzw. als Danushkodi-Zyklon bekannt wurde, schädigte die Insel schwer. Die Eisenbahnbrücke verlor einige Brückenfelder. Der südöstliche Sporn der Insel wurde überflutet, von der Eisenbahn zu dem an seiner Spitze gelegenen Ort Dhanushkodi blieben kaum erkennbare Spuren übrig, im Ort selbst stehen nur noch wenige Mauern des Bahnhofs, eines Heiligtums und einer Kirche. Die früher existierende Fährverbindung von Dhanushkodi zur Insel Mannar vor Sri Lanka existiert nicht mehr. Deshalb wurde auch die Eisenbahnstrecke in Sri Lanka von Talaimannar nach Madawachchiya aufgegeben. Die früher vergleichsweise einfache Reise mit der Eisenbahn und der Fähre von Indien nach Colombo ist Vergangenheit. Sofern die politischen Verhältnisse es erlauben, fährt gelegentlich ein altes Fährschiff von einem Pier vor Rameswaram zu einem Pier vor Talaimannar. Seit einigen Jahren ist das ehemalige Dhanushkodi wieder als Pilger- und Ausflugsziel über eine anfänglich asphaltierte Straße zu erreichen, die dann in eine Sandpiste übergeht.